# Кредитные деньги
Креди́тные де́ньги может означать:
- представители стоимости, возникающие на основе коммерческого и банковского кредита (чеки, векселя и др. кредитные средства обращения и платежа)[1];
- форма денег, представляющая собой банкноты центральных банков (первоначально это были подтверждения долга банка, обязательства банка, в том числе возникающие при банковских депозитах, которые можно было обменять на полновесные монеты)[2][3].

Кредитные деньги представляют собой права требования в будущем в отношении физических или юридических лиц, специальным образом оформленный долг (обычно в форме передаваемой ценной бумаги), которые можно легко и быстро передавать в обмен на товары (услуги) или в погашение собственных долгов. Оплата по таким ценным бумагам обычно производится в определённый срок, хотя есть варианты с оплатой по первому требованию. В отличие от обеспеченных денег, кредитные деньги имею риск неисполнения требования.
Примеры кредитных денег: вексель, чек, облигация, единицы стоимости платёжных систем.
Кредитными деньгами также считают банкноты и средства на банковских расчётных счетах — это основной повсеместно используемый вид современных денег. Отличием таких фиатных денег от остальных кредитных денег является юридическая обязательность их приёма в уплату всех видов обязательств, в том числе перед государством.

## История
Кредитные деньги возникли и действовали наряду с золотыми деньгами, постепенно набирая силу и вытесняя золотые деньги. Кредитные деньги выступают как в виде соответствующим образом оформленных бумаг (банкнот, чеков, векселей), так и в виде соответствующих записей на счетах (безналичные, электронные деньги).

## Основные сведения
Следует различать фиатные деньги, которые являются законным средством платежа и различные долговые инструменты, которые могут быть номинированы в них, то есть в национальной или иностранной валюте, а также в единицах товара. Ликвидность фиатных денег по определению равна единице, а ликвидность долговых денег (в том числе и облигаций банков) в общем случае меньше единицы, то есть имеется риск неуплаты.
Кредитные деньги, будучи чисто символическими деньгами, требуют для своего эффективного функционирования государственной гарантии. Такая гарантия обеспечивается благодаря наличию государственных законов, регламентирующих правила выпуска и обращения векселей и банкнот, а также правил и процедур совершения банковских операций. Предусматривается ответственность за нарушение этих законов, правил и процедур. В период становления кредитных денег одной государственной гарантии для их прочности и устойчивости было ещё недостаточно. В течение длительного времени кредитные деньги существовали на базе золотых денег, обмениваясь на них (золотой стандарт). Постепенно они принимали на себя обеспечения все большей части оборота товаров и капитала.
Представление о том, что деньги по существу эквивалентны кредиту или долгу, давно использовалось сторонниками конкретных реформ денежно-кредитной системы.

### Высказывания за возврат к товарным деньгам
Сторонники право-либертарианской точки зрения из австрийской школы часто заявляют, что деньги эквивалентны долгу в нашей нынешней денежной системе, но не обязательно в той, где деньги связаны с товаром, например с золотым стандартом. Они часто использовали эту точку зрения для поддержки аргументов о том, что было бы лучше вернуться к золотому стандарту, к другим формам товарных денег или, по крайней мере, к денежной системе, в которой деньги имеют внутреннюю ценность (не назначенную правительством). Подобные взгляды иногда высказывают и консерваторы. В качестве примера последнего, бывший государственный министр Великобритании граф Кейтнесс выступил в 1997 году с речью в Палате лордов, в которой заявил, что после шока Никсона 1971 года денежная масса Великобритании выросла на 2145 %, а личный долг увеличился на почти 3000 %. Он утверждал, что Великобритании следует перейти от своей нынешней «денежной системы, основанной на долге», к системе, основанной на капитале.
В начале и середине 1970-х годов за возврат к системе, привязанной к золоту, выступали богатые золотом страны-кредиторы, включая Францию и Германию. Либертарианцы неоднократно выступали с аналогичными заявлениями, поскольку они склонны рассматривать товарные деньги как более предпочтительные, чем бумажные.